# Van Nest Polglase
Van Nest Polglase (* 25. August 1898 in New York City; † 20. Dezember 1968 in Los Angeles) war ein US-amerikanischer Filmarchitekt. Er war verantwortlich für die Ausstattung der Fred Astaire-Ginger-Rogers-Filme bei RKO Pictures. Er wurde sechsmal für den Oscar für das Beste Szenenbild nominiert.

## Karriere
Van Nest Polglase arbeitete zunächst als Innenarchitekt in New York und Havanna, ehe er 1919 als Art Director bei Famous Players-Lasky, einer der Gründungsgesellschaften der späteren Paramount Pictures, seine Karriere beim Film begann. Nach einer Zwischenstation bei MGM wechselte Nest Polglase auf Veranlassung von David O. Selznick 1932 als Leiter der Art-Direction Abteilung zu RKO Pictures. Dort zeichnete er verantwortlich für die Ausstattung von über 330 Filmen.
Im Laufe seiner Karriere wurde er insgesamt sechs Mal für den Oscar/Bestes Szenenbild nominiert, ohne ihn jedoch zu gewinnen.

## Filmografie (Auswahl)
- 1925: A Kiss in the Dark
- 1929: Der Held des Tages (The Love Doctor)
- 1933: Christopher Strong
- 1934: Tanz mit mir! (The Gay Divorcee)
- 1935: Der Untergang von Pompeji (The Last Days of Pompeii)
- 1935: Ich tanz’ mich in dein Herz hinein (Top Hat)
- 1935: Sylvia Scarlett
- 1936: Der Pflug und die Sterne (The Plough and the Stars)
- 1937: The Soldier and the Lady
- 1937: Hitting a New High
- 1938: Sorgenfrei durch Dr. Flagg – Carefree (Carefree)
- 1938: Pacific Liner
- 1939: Ruhelose Liebe (Love Affair)
- 1939: Black River (Allegheny Uprising)
- 1940: Meine Lieblingsfrau (My Favourite Wife)
- 1940: Dance, Girl, Dance
- 1941: Citizen Kane
- 1946: Sambafieber (The Thrill of Brazil)
- 1949: Herr der Unterwelt (The Crooked Way)
- 1950: Unser Admiral ist eine Lady (The Admiral Was a Lady)
- 1950: Lügende Lippen (Never Fear)
- 1950: Rollschuh-Fieber (The Fireball)
- 1955: Flucht nach Burma (Escape to Burma)